# Chiesa di Nostra Signora di Interrios
La chiesa di Nostra Signora di Interrios è una chiesa campestre situata in territorio di Villanova Monteleone, centro abitato della Sardegna nord-occidentale. Consacrata al culto cattolico, fa parte della parrocchia di San Leonardo da Limoges, diocesi di Alghero-Bosa.

La chiesa sorge in località Interrios, a circa tre chilometri dal paese. Edificata nel XVI secolo, ha facciata semplice racchiusa da paraste laterali e con grande portale al centro. L'aula è mononavata con volta a botte e a cupola sul presbiterio.

Secondo la tradizione popolare nel 1582 la chiesa fu risparmiata dalla distruzione grazie alla nebbia che la sottrasse alla vista dei pirati turchi, avventuratisi fino alle alture di Villanova, e con i quali nella vicina località chiamata Sa pigada 'e sos turcos ("la salita dei turchi") vi fu uno scontro con gli abitanti del paese.